# مناره مسجد جامع سمنان

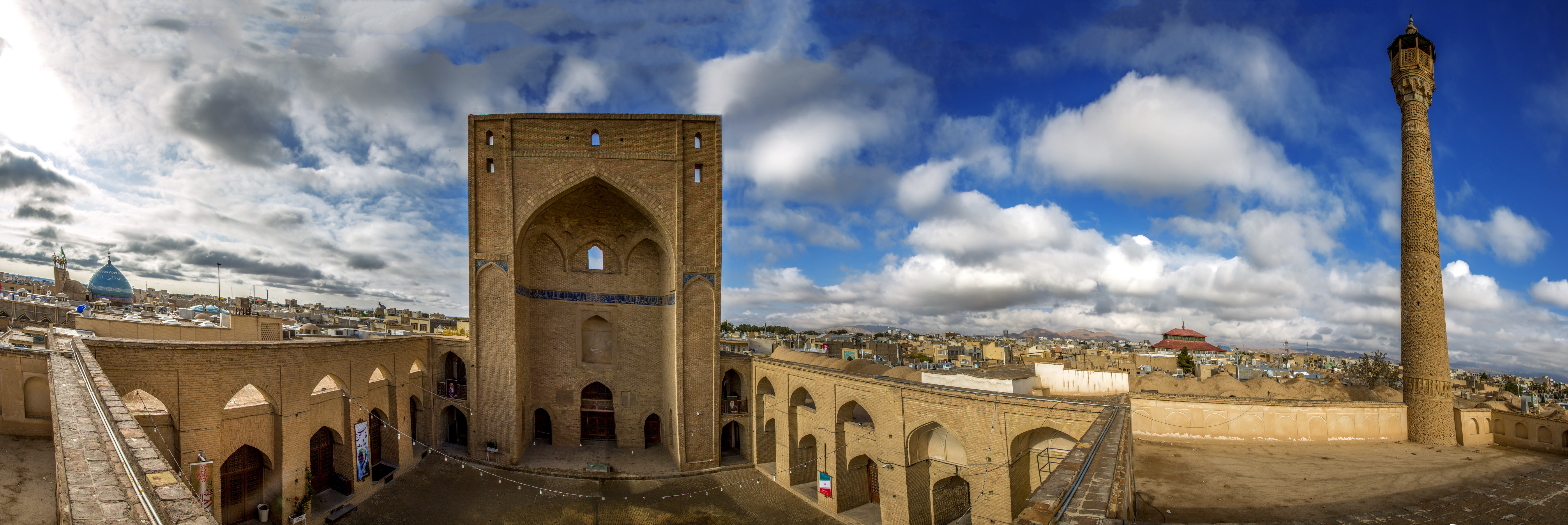
مسجد جامع سمنان

مناره مسجد جامع سمنان مربوط به دوره سلجوقیان قرن ۵ ه‍.ق است و در سمنان، مرکز شهر واقع شده و این اثر در تاریخ ۱۵ دی ۱۳۱۰ با شمارهٔ ثبت ۱۶۲ به‌عنوان یکی از آثار ملی ایران به ثبت رسیده است.